# Peter Lindroth
Karl Peter Lindroth, född 3 februari 1955 i Karlsborg, är en svensk socialdemokratisk politiker. Han är kommunalråd i Karlsborgs kommun och ersättare till förbundsstyrelsen för Sveriges Kommuner och Landsting.